# Brezovica na Bizeljskem
Brezovica na Bizeljskem é uma vila localizada no município de Brežice na Eslovênia. Possuía uma população estimada de 105 habitantes em 2020.